# Age of Empires (sorozat)
Az Age of Empires egy, a valós idejű stratégiai játékok műfajába tartozó játéksorozat, melyet először az Ensemble Studios fejlesztett és 2001 óta a Microsoft adja ki. Mint a játék neve mutatja (magyarul: Birodalmak kora) a sorozat részei különböző történelmi időkbe repítenek minket vissza, az ókortól kezdve a történelmi újkorig. A játék lényege, hogy munkásainkkal különféle nyersanyagokat termeljünk, a begyűjtött nyersanyagokat elköltve épületeket építhetünk, amelyekben újabb dolgozókat és katonákat is gyárthatunk. A katonákkal általában le kell győznünk az ellenfeleinket, bár az Age of Empiresben sokféle, ettől eltérő küldetés is megjelenhet.
A játékhoz számos rajongói mod és kiegészítés (pl. egyéni küldetések és térképek) tölthető le az internetről, köszönhetően az olyan, mindegyik részben megtalálható eszközöknek, mint  beépített térképszerkesztők és AI-szkriptnyelvek, amelyekkel ilyenek is készíthetőek.

## Játékrészek

### PC/Hivatalos
- Age of Empires (1997) – A sorozat legelső része, mely az ókorba repít minket vissza. Olyan népekkel játszhatunk mint a görögök, perzsák, babilóniaiak stb. Fejlesztő: Ensemble Studios
  - Age of Empires: The Rise of Rome (1998) – Az első játék első kiegészítője a Római Birodalmat igyekszik bemutatni. Fejlesztő: Ensemble Studios
- Age of Empires II: The Age of Kings (1999) – Az ókori érát felváltja a sötét középkor világa. Királyok, várak, korszerű hajítógépek jellemzőek. Játszhatunk a frankokkal, a teutonokkal, a mongolokkal, a szaracénokkal és még sok más néppel. Fejlesztő: Ensemble Studios
  - Age of Empires II: The Conquerors (2000) – Ebben a kiegészítőben a hódításokra helyeződik át a hangsúly, különös tekintettel az Újvilág felfedezésére, valamint az újvilági kultúrák bemutatására. Emellett még új nép a hun és a koreai. Fejlesztő: Ensemble Studios
- Age of Empires II: HD Edition (2013) – Az Age of Empires II újradolgozott változata, különféle javításokkal és a játék motorjának modernizálásával. Fejlesztők: Ensemble Studios, Hidden Path Entertainment, SkyBox Labs
  - Age of Empires II HD: The Forgotten (2013) – A játékosok által korábban készített közösségi kiegészítőt, a Forgotten Empires-t foglalja magába. Civilizációk: olaszok, indiaiak, szlávok, magyarok, inkák. Fejlesztők: Ensemble Studios, Hidden Path Entertainment, SkyBox Labs
  - Age of Empires II HD: The African Kingdoms (2015) – A HD változat második kiegészítője. Civilizációk: berberek, etiópok, mali nép, portugálok
- Age of Empires III (2005) – A sorozat várva-várt harmadik epizódja visszatér a gyökerekhez és az újkorba tér át. Civilizációk: germánok, britek, spanyolok, portugálok stb. Fejlesztő: Ensemble Studios
- Age of Empires III: The WarChiefs (2006) – A második kiegészítő az amerikai kultúrák népeivel egészíti ki az alapjátékot: aztékok, sziúk, irokézek. Fejlesztő: Ensemble Studios
- Age of Empires III: The Asian Dynasties (2007) – A harmadik kiegészítő Ázsiába visz, ahol az indiaiakkal, a kínaiakkal és a japánokkal játszhatunk. Fejlesztő: Ensemble Studios, Big Huge Games
- Age of Empires Online (2011) – Az újdonsült fejlesztőgárda újból az ókori elemeket helyezte előtérbe és ezt egy kicsit mesei grafikai világba helyezte. A játék RTS, mint az elődök, de MMO játéknak is tekinthetjük. Fejlesztő: Robot Entertainment
- Age of Mythology (2002) – A játék időrendben visszaugrik az első epizódéhoz. Újra az ókorban játszhatunk, viszont most már a mitológia világában is. Különböző isteni erők, varázslatok és különféle szörnyek, teremtmények színesítik a játékot. Fejlesztő: Ensemble Studios
- Age of Mythology: The Titans (2003) – Az Age of Mythology kiegészítője a titánok világába kalauzol bennünket. Fejlesztő: Ensemble Studios
- Age of Empires: Definitive Edition (2018) – Az első rész felújított változata, 2018. február 20-án jelent meg. Fejlesztő: Forgotten Empires
- Age of Empires II: Definitive Edition (2019) – A második rész felújított változata, 2019. november 14-én jelent meg. Fejlesztő: Forgotten Empires
  - Age of Empires II: Definitive Edition – Lords of the West
  - Age of Empires II: Definitive Edition – Dawn of the Dukes
  - Age of Empires II: Definitive Edition – Dynasties of India
- Age of Empires III: Definitive Edition (2020) – A harmadik rész felújított változata, 2020. október 15-én jelent meg. Fejlesztők: Tantalus Media, Forgotten Empires
  - Age of Empires III: Definitive Edition – United States Civilization
  - Age of Empires III: Definitive Edition – The African Royals
  - Age of Empires III: Definitive Edition – Mexico Civilization
- Age of Empires IV – A sorozat negyedik része, 2017. augusztus 21-én jelentették be,[1] 2021 október 28. adták ki a következő platformokra: Xbox One, Windows, Xbox Series X|S. Fejlesztők: Relic Entertainment, World's Edge

### PC/Nem hivatalos/Modifikációk
- Age of Empires III: The Napoleonic Era (2006)

Az NE egy rajongók által készített modifikáció az Age of Empires III-hoz, valamint annak kiegészítőihez. Az 1555-1815 közti időszakot hivatott bemutatni új egységekkel, épületekkel, térképekkel, hangokkal és civilizációkkal.
Fejlesztő: Alexander Fleger, Peter Piepenburg
- Age of Empires II: Age of Chivalry: Hegemony (2008)

Ez a mod lecseréli a játék civilizációt XII-XVI. századi európai népekre, ezáltal jobban betekinthetünk Közép-Európa történelmébe.
Fejlesztő: 
- Age of Empires II: Forgotten Empires (2012)

Ez eredetileg egy fanok által készített nem hivatalos kiegészítő az Age of Empires II-höz, mely 5 új népet (indiaiak, inkák, magyarok, olaszok, szlávok) és sok mást ad hozzá az alapjátékhoz. Ez a kiegészítő The Forgotten néven 2013. november 7-én hivatalos lett.
Fejlesztő: Bert “Cysion” Beeckman, továbbá: 
- 0AD – eredetileg az Age of Empires III. modjaként indult ez az ókori stratégiai játék, amelyből szinte a kezdetekkor totális konverzió, majd önálló játék vált.

### Nintendo DS
- Age of Empires: Age of Kings (2006)
- Age of Empires: Mythologies (2008)

### Egyebek
- Age of Mythology: The Boardgame (2003)

A videójáték alapján készült társasjáték.
Fejlesztő: Eagle Games
- Glenn Drover's Empires: The Age of Discovery (2007)

Az Age of Empires III játék alapján készült társasjáték.
Fejlesztő: Glenn Drover